# Бабимост
Бабимост (пољ. Babimost) је град у Пољској у Војводству Лубушком у Повјату зјелоногорском. Према попису становништва из 2011. у граду је живело 4.049 становника.

## Историја
Први помена Бабимоста потиче из 1257. године када је већ био изграђен у типу града
Статус града добио је 1397. године од краља Владислава II.
Године 1530. краљ Жигмунд Пољски је проширио права града. Развој града је наступио у XVII веку. Године 1656. град је два пута спаљен од Шведске војске која је окупирала Пољску. После 1793. године Бабимост потпада под власт Пруске. У састав пољске државе враћен је тек после Другог светског рата (1945. године).

## Становништво
Према прелиминарним подацима са пописа, у граду је 2011. живело 4.049 становника.
| 2002. | 2011. | 2012. |
| ----- | ----- | ----- |
| 4.150 | 4.049 | 4.038 |

## Знаменитости
- Црква из XVIII века .
- Градски трг из прве половине XIX века.

## Партнерски градови
- Нојрупин